# Comissão de Estado-Maior
A Comissão de Estado-Maior (MSC, em inglês; Military Staff Committee) é o órgão subsidiário do Conselho de Segurança das Nações Unidas cujo papel, conforme definido pela Carta das Nações Unidas, é planejar as operações militares das Nações Unidas e auxiliar na regulamentação de armamentos. Embora o Comissão de Estado-Maior continue existindo, os esforços de negociação entre os Estados Unidos, a União Soviética e outras nações no final da década de 1940 falharam, e o Comissão está praticamente extinto, servindo apenas como consultor.

O objetivo maior do MSC, decorrente do Artigo 45 da Carta da ONU, era fornecer estado-maior de comando para um conjunto de contingentes da força aérea. Esses contingentes, fornecidos pelos cinco membros permanentes (P5) do Conselho de Segurança (República Popular da China, França, União Soviética (agora Rússia), Reino Unido e Estados Unidos), deveriam ser mantidos pronto para o uso discricionário das Nações Unidas.

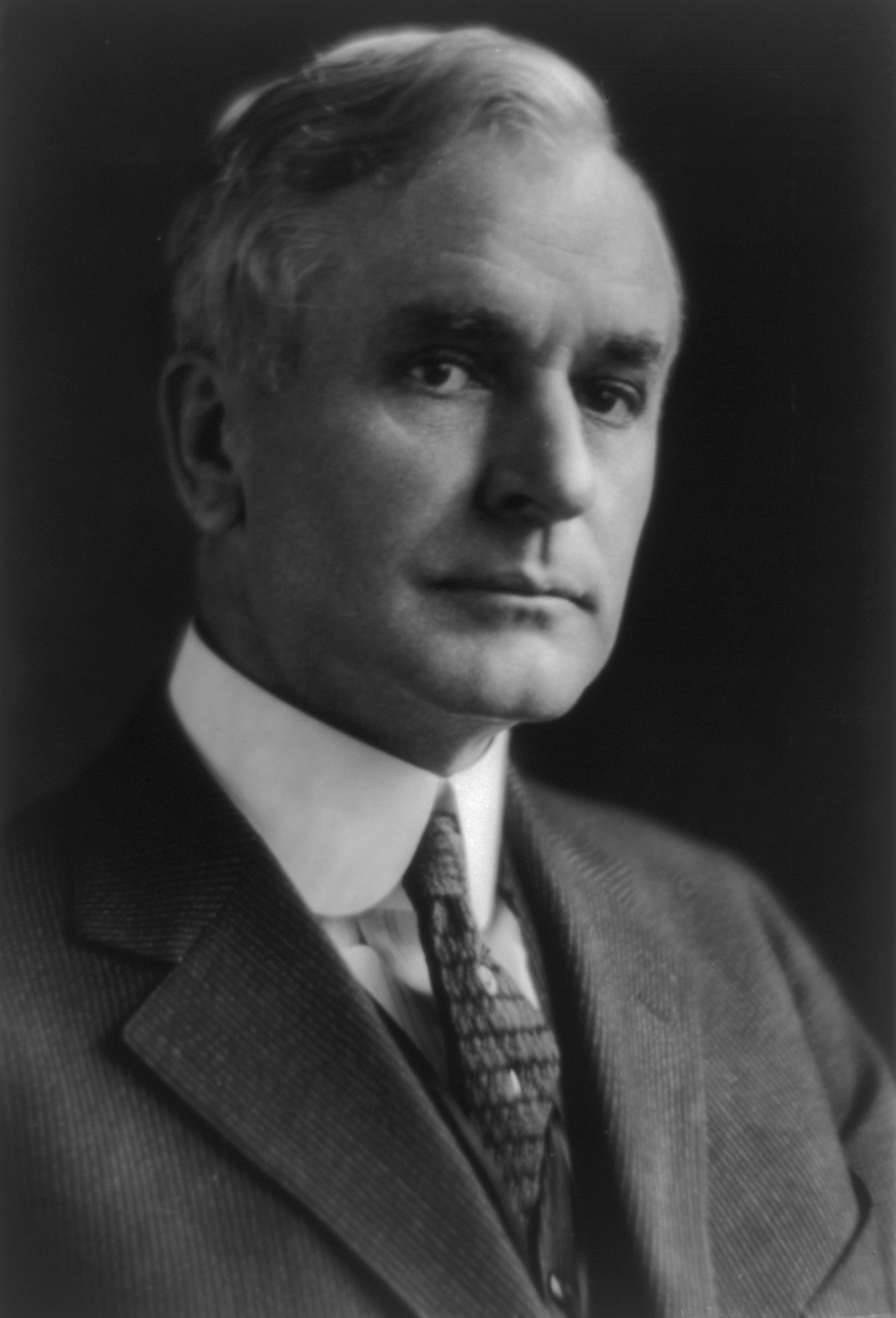
Cordell Hull

““Que eles [os Ministros das Relações Exteriores] reconhecem a necessidade de estabelecer o mais cedo possível uma organização internacional geral, baseada no princípio da igualdade soberana de todos os Estados amantes da paz, e aberta à adesão de todos esses Estados, grandes e pequenos , para a manutenção da paz e segurança internacionais.”

Declaração de Moscou

## História

### Estabelecimento
O primeiro plano concreto para uma nova organização mundial começou sob a égide do Departamento de Estado dos Estados Unidos em 1939. A Declaração das Nações Unidas foi feita em 1 de janeiro de 1943 por um inicial de 29 estados representando os Aliados da Segunda Guerra Mundial em apoio aos princípios da Carta do Atlântico. Um subcomissão de segurança foi estabelecido em 15 de abril de 1942 e, em 1943, membros do Comissão de Pesquisa Estratégica Conjunta dos EUA (JSSC, sigla em inglês) se juntaram ao comitê. O JSSC logo começou a liderar o planejamento de uma força militar conjunta após o fim da Segunda Guerra Mundial. Eles mudaram a terminologia da organização de "força policial internacional" para "força militar internacional" e recomendaram a criação de esferas de influência em todo o mundo, onde os Estados Unidos, o Reino Unido e a União Soviética manteriam as forças internacionais. Segundo o plano, os Estados Unidos teriam a responsabilidade pelas Américas, a Grã-Bretanha e a União Soviética teriam responsabilidade conjunta pelo resto do mundo; com exceção do Extremo Oriente, que seria de responsabilidade das três potências e da China. O JSSC abordou o planejamento de um ângulo nacionalista, acreditando que uma força multinacional seria impraticável. Depois de ser modificado pelo Estado-Maior Conjunto dos EUA, o plano foi espalhado pelo Departamento de Estado dos Estados Unidos, onde Cordell Hull, o Secretário de Estado, era favorável a uma organização multinacional. Hull se dedicou ao projeto e formou um nova comissão de redação que descartou o plano de esferas de influência. Após a Conferência de Moscou de 1943, as Declarações de Moscou foram emitidas em 30 de outubro de 1943. As declarações favoreciam o estabelecimento de uma organização multinacional.
Após extenso planejamento, um projeto de estatuto foi concluído em 29 de abril de 1944. O projeto propunha que os países membros mantivessem forças que pudessem ser acionadas. Se as forças fossem usadas, seriam lideradas por uma Comissão de Segurança e Armamentos. Embora escrito por americanos, alguns senadores temem que a autonomia do país seja perdida com o plano. Hull rebateu dizendo que as tropas não estariam sob o controle das Nações Unidas e que os detalhes seriam decididos posteriormente e votados pelo Senado. Na Conferência de Dumbarton Oaks em 1944, a União Soviética e o Reino Unido apoiaram o plano sobre as propostas soviéticas para uma força aérea internacional. A União Soviética também propôs colocar bases em nações menores na conferência, mas retirou a proposta após a resistência americana.
Foi na conferência que o conceito de Comissão de Segurança e Armamentos foi substituído por Comissão de Estado-Maior, uma proposta britânica baseada na estrutura de comando de Chefes de Estado-Maior Combinados EUA / Reino Unido usada na Segunda Guerra Mundial. Pequenas mudanças no plano foram feitas na Conferência das Nações Unidas sobre a Organização Internacional em San Francisco em 1945.  A ONU foi formalmente estabelecida em 24 de outubro de 1945, após a ratificação da Carta pelos cinco membros permanentes do Conselho de Segurança - França, a República da China, a União Soviética, o Reino Unido e os Estados Unidos - e pela maioria dos outros 46 signatários. O MSC foi estabelecido nos Artigos 46 e 47 da Carta, que definem os membros da Comissão como "os Chefes de Gabinete dos membros permanentes do Conselho de Segurança ou seus representantes". Na primeira Resolução do Conselho de Segurança das Nações Unidas, o Comissão de Estado-Maior foi estabelecido e dirigido para se reunir em Londres em 1º de fevereiro de 1946.
Na Carta da ONU, o MSC é designado para aconselhar e auxiliar o Conselho de Segurança das Nações Unidas (CSNU) sobre "planos para a aplicação de força armada" e é "responsável sob o Conselho de Segurança pela direção estratégica de quaisquer forças armadas colocadas em disposição do Conselho de Segurança".

### Discussão inicial
Embora o regulamento tivesse sido aprovado, muitas das funções do MSC ainda estavam indecisas. Os britânicos preferiam um "corpo poderoso e eficaz", enquanto os Estados Unidos preferiam um corpo muito mais limitado. Em meados de outubro de 1945, os Estados Unidos haviam proposto sua opinião sobre o MSC e sua função. O conflito sobre o tamanho da organização continuou: generais da força aérea como Henry H. Arnold queriam uma grande força aérea das Nações Unidas que fosse flexível e capaz de exibir o poder da organização. O Chefe do Estado-Maior do Exército dos Estados Unidos, Dwight D. Eisenhower, enviou o General Matthew Ridgway como seu representante; Eisenhower apoiou a ONU, dizendo "devemos fazer esta organização funcionar". General George Kenney representou a Força Aérea dos Estados Unidos e vice-almirante Richmond K. Turner da Marinha dos Estados Unidos. O MSC lutou para ser organizado; ou seja, porque ninguém estava disposto a propor contra quem a força lutaria.
Na primeira reunião em fevereiro de 1946, os procedimentos operacionais foram estabelecidos. Outras discussões começaram em março na cidade de Nova York. Os EUA consideraram que a Comissão poderia supervisionar a descolonização e as disputas de fronteira, mas foram cautelosos porque muito dinheiro não foi gasto e o Congresso reteve os poderes de guerra. A União Soviética, temendo a influência indevida do Ocidente, relutou em participar do MSC e os delegados tinham pouco poder de negociação. Os americanos pretendiam ter a força ativa até junho de 1946 e propuseram "força comparável", onde os membros permanentes do CSNU mantêm as forças prontas para o combate, o tamanho seria baseado no tamanho de suas forças armadas.
Ao longo de 1946, os negociadores americanos, especialmente Kenney, tentaram chegar a um acordo com os soviéticos, mas a União Soviética não negociou e os americanos (em grande parte Turner e Ridgway) foram inflexíveis em muitos pontos. A maioria das outras nações envolvidas também expressou pouco interesse; Turner afirmou que “a delegação dos Estados Unidos foi a única delegação em toda a história da Comissão de Estado-Maior a ter feito propostas específicas”, além de uma proposta do Reino Unido. Os britânicos também sentiram que a "intransigência russa" era a causa do lento progresso.
Em setembro, a União Soviética publicou uma carta descrevendo suas principais objeções ao plano americano. No entanto, a essa altura, os Estados Unidos já haviam perdido em grande parte a esperança de um acordo. O debate foi transferido para o Conselho de Segurança da ONU, e em um relatório intitulado MS / 264 publicado em 30 de abril de 1947 pelo MSC delineando propostas, diferenças foram expressas entre a União Soviética e os Estados Unidos. No entanto, o MSC concordou por unanimidade com mais da metade dos 41 artigos do relatório. As nações concordaram que a força não seria um exército permanente e que o uso seria apenas um último recurso. Todos os membros da ONU foram encorajados a contribuir com forças, instalações ou outra assistência, embora a maioria das tropas iniciais viesse das grandes potências. No entanto, também houve numerosas divergências. A União Soviética exigia que as forças fossem baseadas apenas em suas nações e favorecesse uma autoridade mais limitada. Os Estados Unidos favoreciam uma força maior e força comparável, enquanto os soviéticos propuseram uma força menor com contribuições iguais. As tentativas de mediação falharam repetidamente. As nações não chegaram a um acordo sobre a liderança da força, onde as bases seriam localizadas e se o MSC seria capaz de lutar em guerras.
O British Foreign and Commonwealth Office notou em dezembro de 1947 que “uma característica incomum desta parte do trabalho do MSC é que o acordo parece ter sido trazido, pelos padrões normais de progresso das Nações Unidas, excepcionalmente perto. A perspectiva de sucesso é, no entanto, mais aparente do que real. Todas essas discussões pressupõem acordo sobre os Princípios Gerais e tal acordo permanece remoto”. Em agosto de 1948, após conflitos como o Bloqueio de Berlim e o golpe de Estado da Tchecoslováquia de 1948, e apesar dos esforços de conciliação de várias pessoas, incluindo o Secretário de Estado dos EUA, Dean Rusk, o MSC estava essencialmente extinto.

### Dormência e esforços de reforma
A manutenção da paz das Nações Unidas começou em 1948 sob a Organização das Nações Unidas para Supervisão da Trégua. O MSC não foi considerado o comandante de tropas na Guerra da Coréia, embora tenha sido combatido por tropas sob o Comando das Nações Unidas.  Em 1992, o Departamento de Operações de Paz das Nações Unidas foi estabelecido “para fornecer orientação política e executiva às operações de manutenção da paz da ONU e manter contato com o Conselho de Segurança, contribuintes de tropas e financeiros e partes em conflito na implementação dos mandatos do Conselho de Segurança". O Departamento de Apoio de Campo das Nações Unidas foi estabelecido em 2008. Essas organizações no Secretariado das Nações Unidas suplantaram o papel do MSC e atualmente funciona como consultor do CSNU. Em 1982, o Coronel Norman L. Dodd escreveu que "a Comissão ainda se reúne uma vez por mês, mas os representantes dos Chefes de Estado-Maior são de categoria de Coronel e nada de substância é discutido ou acordado".
O historiador naval britânico Eric Grove descreve o MSC como "um monumento estéril às esperanças perdidas dos fundadores da ONU". Foram apresentadas propostas para reviver o MSC. Grove escreveu em 1993 que as negociações pelas quais o MSC passou em 1947 e 1948 fornecem "um ponto de partida para considerar as possibilidades da Carta da ONU operando como foi originalmente planejada" e "os pontos específicos de desacordo que impediram a construção um sistema em funcionamento tem muito menos probabilidade de causar problemas agora". Em 1994, o autor Kai Bird propôs um "exército permanente considerável da ONU com tropas de todo o mundo". A cada duas semanas, o MSC se reúne, principalmente para definir a data de sua próxima reunião.

## Associação
O MSC é composto pelos chefes de estado-maior dos ramos militares dos membros permanentes do CSNU, representados por representantes delegados. A presidência do MSC é rotativa em ordem alfabética (por nome do país) no início de cada mês por meio dos representantes dos cinco membros permanentes.